# Železnogorsk (Krasnojarski kraj, Rusija)
Železnogorsk (ruski:Железногорск ) je zatvoreni grad u Krasnojarskom kraju, u Rusiji. Osnovan 1957. U sovjetsko je doba nosio ime Krasnojarsk-26. Godine 2005. je imao oko 94 200 stanovnika.
Grad je smješten na obalama rijeka Kantat i Bajkal, 64 km od grada Krasnojarska.  Važno središte kemijske i nuklearne industrije, što je i razlog da se našao na popisu zatvorenih gradova.

## Vanjske poveznice
|  | Zajednički poslužitelj ima još gradiva o temi Železnogorsk |

- Zheleznogorsk Information from the Nuclear Cities Initiative Website  Arhivirana inačica izvorne stranice od 9. prosinca 2007. (Wayback Machine)